# Olympische Sommerspiele 1972/Teilnehmer (Luxemburg)
| Gelbes Symbol für Goldmedaillen mit stilisierten Olympischen Ringen | Graues Symbol für Silbermedaillen mit stilisierten Olympischen Ringen | Braundes Symbol für Bronzemedaillen mit stilisierten Olympischen Ringen |
| ------------------------------------------------------------------- | --------------------------------------------------------------------- | ----------------------------------------------------------------------- |
| —                                                                   | —                                                                     | —                                                                       |

Luxemburg nahm an den Olympischen Sommerspielen 1972 in München, Deutschland, mit einer Delegation von elf Sportlern (zehn Männer und eine Frau) teil.
Fahnenträger bei der Eröffnungsfeier war der Leichtathlet Charles Sowa.

## Teilnehmer nach Sportarten

### Bogenschießen
- Marcel Balthasar
Einzel: 39. Platz

- Nelly Wies-Weyrich
Frauen, Einzel: 24. Platz

### Fechten
- Alain Anen
Degen, Einzel: 1. Runde
Degen, Mannschaft: 1. Runde

- Aldéric Doerfel
Degen, Mannschaft: 1. Runde

- Remo Mannelli
Degen, Einzel: 1. Runde
Degen, Mannschaft: 1. Runde

- Romain Mannelli
Degen, Mannschaft: 1. Runde

- Robert Schiel
Degen, Einzel: Viertelfinale
Degen, Mannschaft: 1. Runde

### Leichtathletik
- Charles Sowa
20 Kilometer Gehen: 18. Platz
50 Kilometer Gehen: 10. Platz

### Radsport
- Lucien Didier
Straßenrennen: 56. Platz

- Erny Kirchen
Straßenrennen: 27. Platz

### Schießen
- Michel Braun
Schnellfeuerpistole: 38. Platz